# خافيير ماتي
خافيير ماتي بيرزال (ولد في 17 أكتوبر 1957) هو لاعب كرة قدم إسباني سابق ومدرب
أمضى حارس المرمى خافيير معظم حياته المهنية مع سيلتا فيجو، حيث شارك في 369 مباراة في جميع المسابقات على مدار 12 عامًا. شارك في 163 مباراة في الدوري الإسباني حيث مثل أيضًا ريال مدريد وبورغوس، وفاز بالدوري وخسر نهائي كأس ملك إسبانيا عام 1979 في مباراتين له.

## مسيرة اللعب
ولد في ألديلينجوا دي سانتا ماريا في مقاطعة سيغوفيا، ونشأ ماتي في أراندا دي دويرو، وكذلك في قشتالة وليون. بدأ مسيرته مع نادي جيمناستيكا أراندينا في الدوريات الإقليمية في سن الرابعة عشر. تواصلت معه أندية محترفة بعد ظهوره لأول مرة مع فريق الشباب الإسبانيبما وفي ذلك ريال بلد الوليد، وبورغوس، وريال سرقسطة، ولكنه اختار ريال مدريد.
تم تعيينه في فريق الرديف ريال مدريد كاستيا، حيث فاز ماتي بالترقية مرتين متتاليتين حيث وصل الفريق إلى الدرجة الثانية في عام 1978. في 3 يونيو عام 1979 بعد فوزه بلقب الدوري الإسباني ظهر لأول مرة مع الفريق الأول في اليوم الأخير من الموسم على ملعب سانتياغو برنابيو؛ حيث استقبل هدفًا من كيكي سيتين لاعب راسينغ سانتاندير في غضون ثلاث دقائق، لكن فريقه فاز 5-1. بعد سبعة وعشرين يومًا في نهائي كأس ملك إسبانيا ، بدأ حارس المرمى الأساسي خوسيه لويس مانزاندو يُصاب قبل دقيقتين من نهاية المباراة وخسر الفريق 1-0 أمام فالنسيا. دخل ماتي كبديل في مباراته الأخرى الوحيدة مع النادي، واستقبل هدفًا آخر من ماريو كيمبس في الهزيمة.
قبل موسم 1979–80 قام ريال مدريد بإعارة ماتيه وفيسينتي بلانكو برازاليس إلى فريق بورغوس الآخر في الدرجة الأولى. فاز بركلات الترجيح في مشواره نحو الدور نصف النهائي من كأس ملك إسبانيا 1980–81 بعد التعادل 2–2 في مجموع المباراتين مع سيلتا فيجو في الجولة الثالثة في يناير.
انضم ماتي إلى سيلتا فيغو في عام 1981 وظل هناك حتى عام 1993، على الرغم من أن آخر مبارياته الـ369 كانت في 18 سبتمبر 1991، حيث تعادل الفريق 2-2 على أرضه مع أتليتيكو توميلوسو، مما أدى إلى إقصاء الفريق من الدور الثالث من الكأس. كان ماتي جزءًا من أربعة فرق من سيلتا التي صعد اثنان منها كأبطال إلى الدوري الإسباني.

## المهنة الإدارية
بعد أن قاد الفريق إلى الهبوط من دوري الدرجة الثانية ب في موسم 1996-1997، تم تعيين ماتي مسؤولاً عن فريق سيلتا ب في آخر ست مباريات من موسم الدرجة الثالثة في موسم 2003-2004. وصل فريقه إلى الأدوار الإقصائية، والتي فاز بها فريق ليدا وكانوا بالفعل غير مؤهلين للترقية بسبب هبوط الفريق الرئيسي.
أدار ماتي فريق كوروكسو في دوري الدرجة الثالثة من عام 2007 إلى عام 2009، ووقع مع لاعب سيلتا السابق والدولي الروسي فاليري كاربين في بداية ولايته. تم تعيينه مدربًا مرة أخرى في دوري الدرجة الرابعة الجديد (الدوري الإسباني الدرجة الرابعة) في فبراير 2023، حقق البقاء مع بقاء مباراة واحدة خلال آخر 11 مباراة من الاتحاد الثاني 2022–23.

## روابط خارجية
- خافيير ماتي على BDFutbol
- الملف الشخصي للمدرب خافيير ماتي على موقع BDFutbol
- Javier Maté at Yo Jugué en el Celta